# Hosenbachtal
Koordinaten: 49° 45′ 23″ N, 7° 23′ 21″ O
Das Naturschutzgebiet Hosenbachtal ist das größte Naturschutzgebiet im Landkreis Birkenfeld in Rheinland-Pfalz. Das 114 ha große Gebiet, das mit Verordnung vom 26. Juni 1990 unter Naturschutz gestellt wurde, erstreckt sich zwischen der Ortsgemeinde Berschweiler bei Kirn im Norden und der Ortsgemeinde Fischbach im Süden. Südwestlich verläuft die Landesstraße L 160, östlich die B 41. Die Nahe fließt östlich.